# 鬼馬太空船
《鬼馬太空船》（英語：Tripping the Rift）是一部美加合製的成人科幻喜劇CGI電視動畫，改編自主創克里斯·莫勒（Chris Moeller）和查克·奧斯汀製作的兩部網路短片；該劇由CinéGroupe製作，Sci Fi頻道發行。該劇2004年在加拿大频道Space播出，2006年8月起播出於加拿大卡通頻道Teletoon。《鬼馬太空船》共播出三季，並在2007年完結後的隔年發行長篇電影版DVD。
故事講述銀河系兩個帝國間的紛爭；與聯邦國不同，邪惡的黑暗帝國小丑以奴役手段欺壓百姓，只有一個被稱為「裂谷」的邊疆能獲得自由。喬德是名不法之徒，登上木星42號飛船，從事零工並追求各種快速致富的計劃。

## 角色
- 喬德·麥布洛（Chode McBlob，史蒂芬·魯特配音）
- 六號／六合一（Six / Six of One，派翠西亞·貝克曼·威爾斯、泰瑞·法雷爾（英语：Terry Farrell (actress)）、吉娜·葛森（英语：Gina Gershon）、卡门·伊莱克特拉和珍妮·麥卡錫配音）
- 提努克·拉洛（T'Nuk Layor，蓋兒·加芬克配音）
- 威皮（瑞克·瓊斯（英语：Rick Jones (voice actor)）配音）
- 葛斯（莫里斯·拉馬奇（英语：Maurice LaMarche）配音）
- 宇宙飛船鮑勃（Spaceship Bob，約翰·梅倫迪斯（英语：John Melendez）配音）
- 達夫·波波（Darph Bobo，泰倫斯·斯卡梅爾（英语：Terrence Scammell (Canadian actor)）配音）

## 外部連結
- 互联网电影数据库（IMDb）上《鬼馬太空船》的资料（英文）